# ローナー L
ローナー L
ローナー L
- 用途：偵察機
- 分類：飛行艇
- 製造者：ローナー
- 運用者：オーストリア＝ハンガリー帝国軍航空隊
- 生産数：100機弱
- 運用開始：1915年
- 運用状況：退役

ローナー L（Lohner L）は、ローナーが製造し、第一次世界大戦で使用されたオーストリア＝ハンガリーの複葉飛行艇である。戦闘飛行艇、偵察機として使用された。

## 概要
本機は、前作であるローナー E型複座飛行艇を改良した機体である。生産はローナーの他、ウファク、ハンザ・ブランデンブルク、ポーラ海軍工廠が行った。敵対するイタリア海軍には対抗し得る機体がなかったが、1915年5月27日にベネチアを空襲したローナー機のうち、1機がエンジンに被弾、ほぼ無傷のまま鹵獲されニューポール＝マッキにてマッキL.1としてコピー機が生産され、のちにマッキ M.3に発展する。

## 技術的特徴
技術的な影響をうけたフランス機の様な平べったい艇体に並列複座、やや後退角のついた上翼と小さな下翼、鋼管フレームで胴体より高い位置に取り付けられた尾翼と特徴も多い。主翼には支柱と補助張線で支持された複葉型式を用いており、上下翼間に水冷式発動機を装備し、これに固定式（プロペラピッチを変更する仕組みをもたない）2翅のプロペラを推進式で装着した。
性能諸元

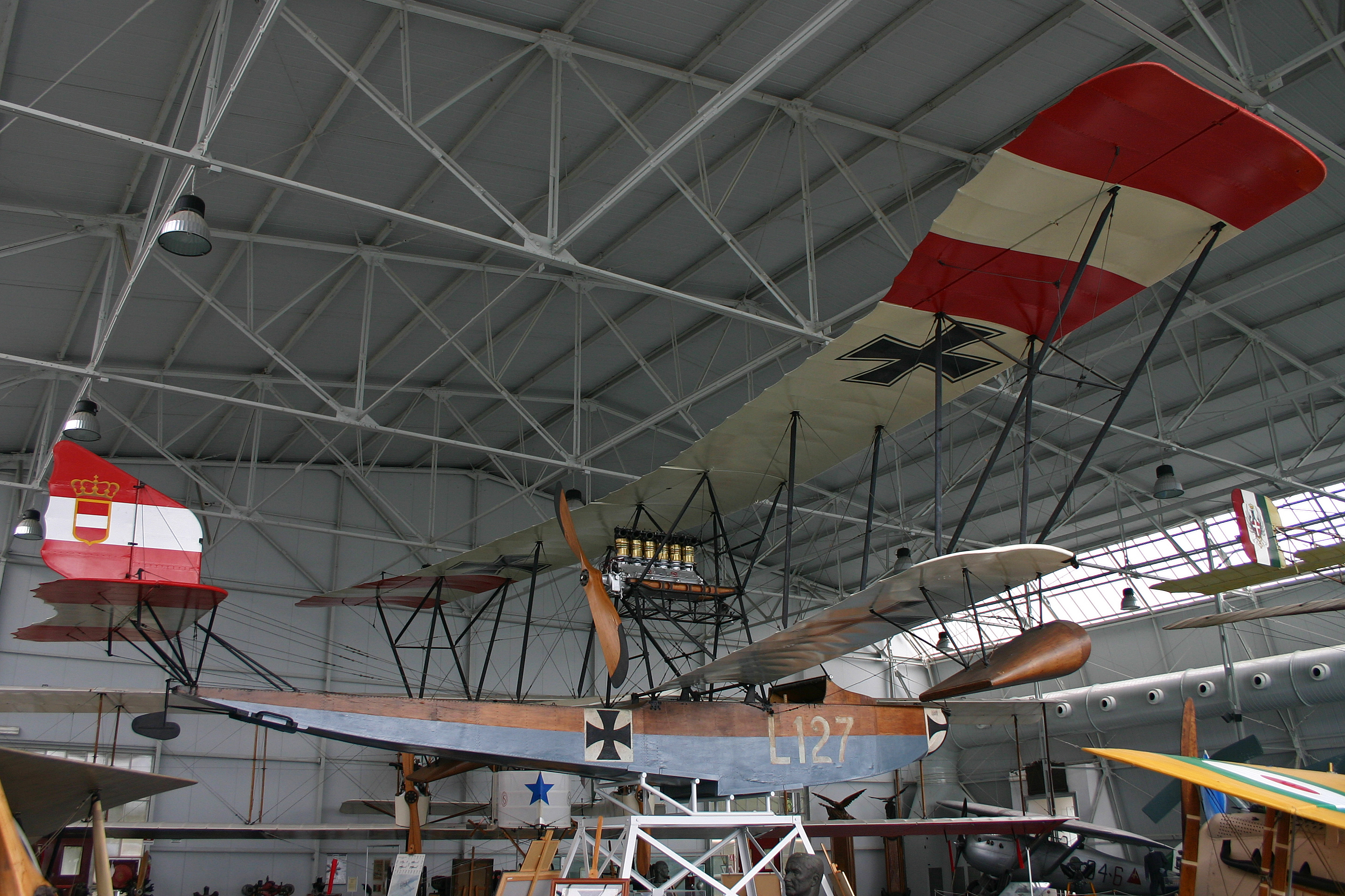
ヴィーニャ・ディ・ヴァッレ空軍歴史博物館の保存機

※使用単位についてはWikipedia:ウィキプロジェクト 航空/物理単位も参照
- 全長：10.26m
- 全幅：16.20m
- 全高：3.85m
- 主翼面積：50.3m2
- 自重：1,150kg
- 全備重量：1,700kg
- 発動機：アウストロ・ダイムラー AD6水冷直列型6気筒160HP
- 最大速度：105km/h
- 航続距離：4時間
- 実用上昇限度：3,500m
- 乗員：2名
- 武装：シュワルツローゼ M7 8mm機銃×1または2
  - 爆弾または爆雷200kgまで

## 派生型

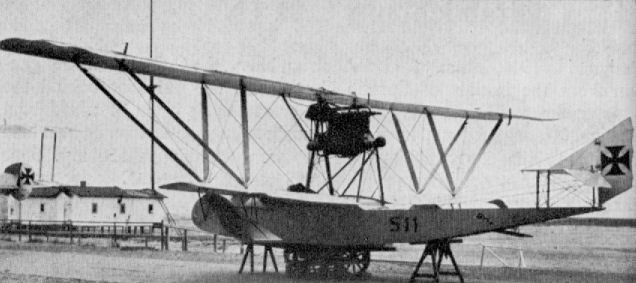
ハンザ・ブランデンブルク FB

- ローナー L
- ローナー R

写真偵察機型。
- ローナー S

練習機型。
- ローナー M

ポーラ海軍工廠生産型。
- ハンザ・ブランデンブルク FB

ドイツでのライセンス生産型。
- マッキ L.1

鹵獲機のコピー生産。